# Love (film 2024)
Love (Kjærlighet; lett. "Amore") è un film del 2024 scritto e diretto da Dag Johan Haugerud.
È l'ultimo film di una trilogia tematica sui rapporti umani cominciata con Sex e Dreams, entrambi del 2024.

## Trama
Oslo. Rincasando una sera dopo l'ennesimo appuntamento infruttuoso, Marianne, una dottoressa delusa dalla sua vita amorosa, incontra sul traghetto Tor, un infermiere gay che si trova lì in cerca di incontri con sconosciuti. I due finiscono per legare e Tor la sorprende raccontandole di esperienze anche molto intime e sincere sbocciate in quel frangente clandestino. Incuriosita, Marianne inizia a chiedersi se questo approccio potrebbe funzionare anche per lei.

## Promozione
Il trailer del film è stato diffuso online da Deadline.com il 21 agosto 2024.

## Distribuzione
Il film è stato presentato in anteprima all'81ª Mostra internazionale d'arte cinematografica di Venezia il 6 settembre 2024 e distribuito nelle sale norvegesi a partire dal 25 dicembre 2024 e in quelle italiane dal 17 aprile 2025.

## Riconoscimenti
- 2024 - Mostra internazionale d'arte cinematografica di Venezia[4][3]
  - In concorso per il Leone d'oro
  - In concorso per il Queer Lion